# Scafa
Scafa község (comune) Olaszország Abruzzo régiójában, Pescara megyében.

## Fekvése
A megye központi részén fekszik. Határai: Abbateggio, Alanno, Bolognano, Lettomanoppello, San Valentino in Abruzzo Citeriore, Torre de’ Passeri és Turrivalignani.

## Története
A 19. század közepén alakult ki. 1948-ban vált önálló községgé, amikor szétvált San Valentino in Abruzzo Citeriorétől.

## Népessége
A népesség számának alakulása:

## Főbb látnivalói
- Sant’Antonio Abate-templom